# Tetramorium spininode
Tetramorium spininode är en myrart som beskrevs av Bolton 1977. Tetramorium spininode ingår i släktet Tetramorium och familjen myror. Inga underarter finns listade i Catalogue of Life.

## Bildgalleri

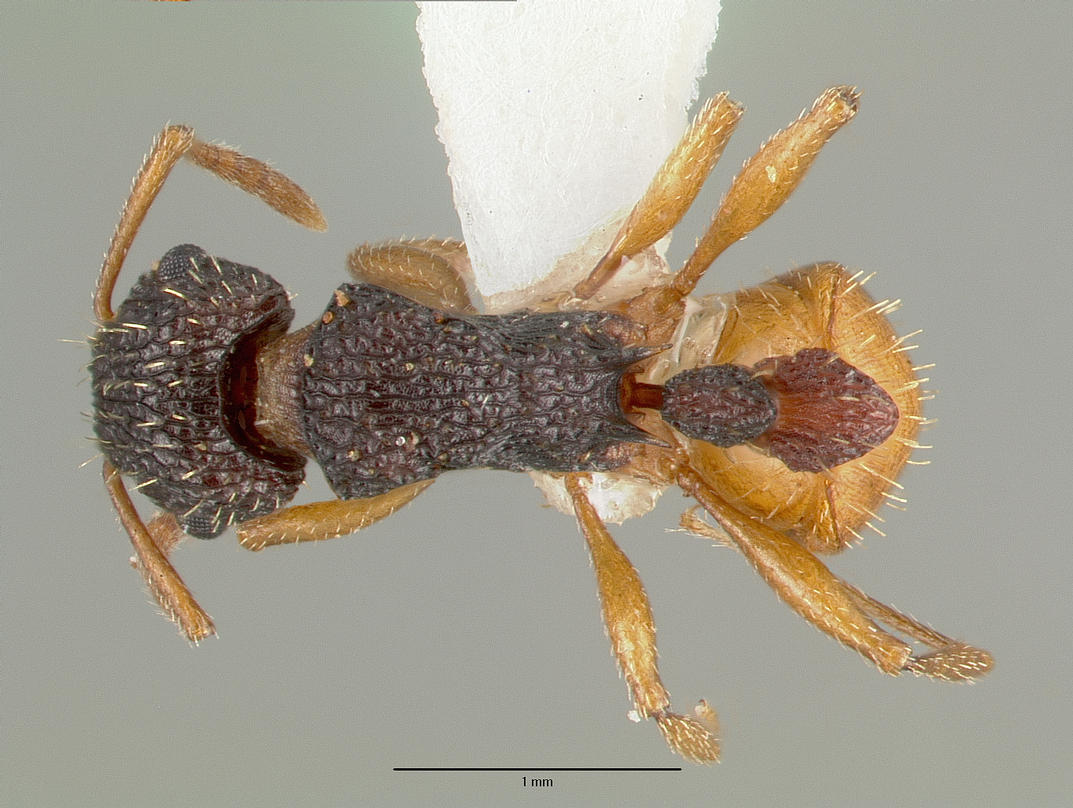
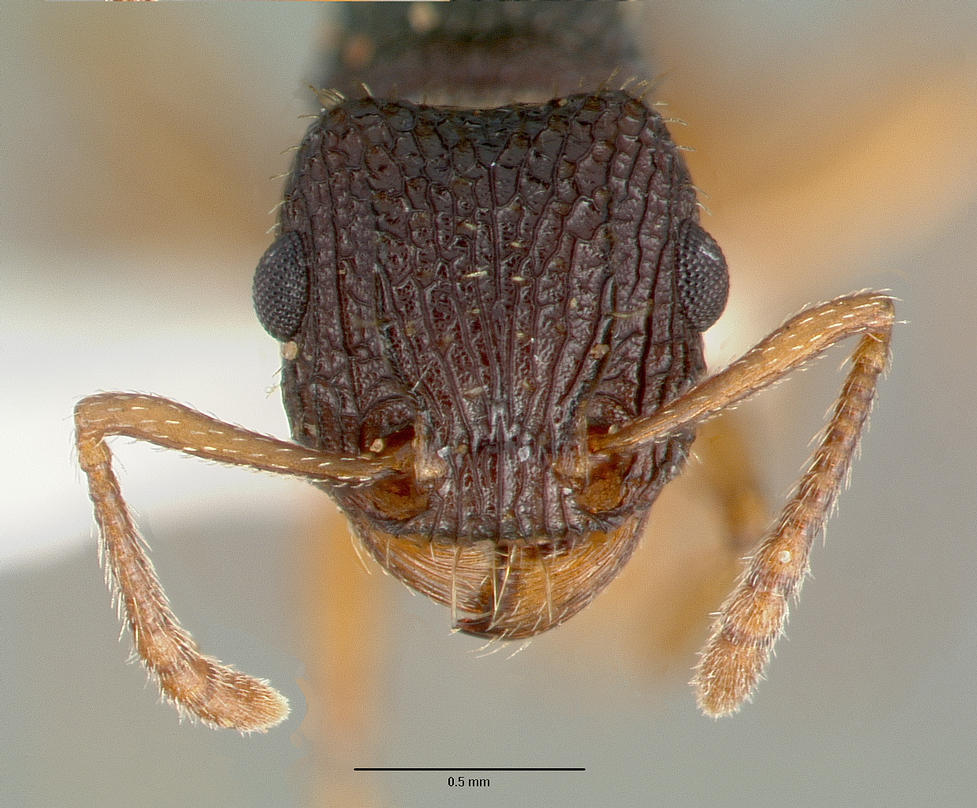
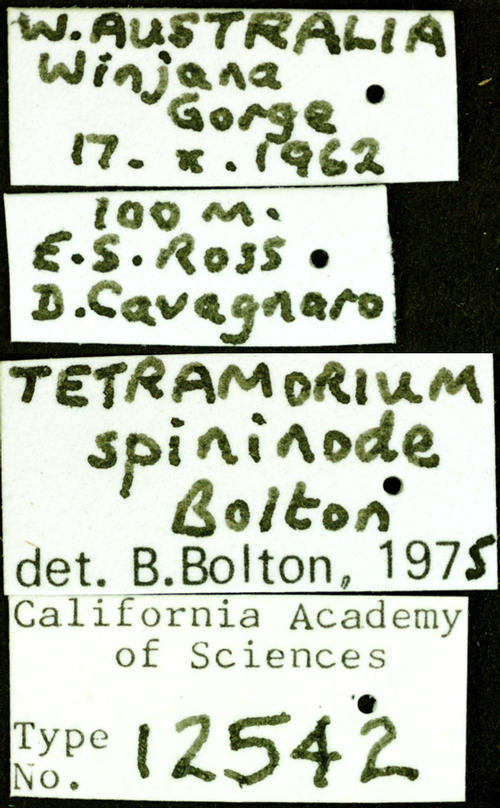
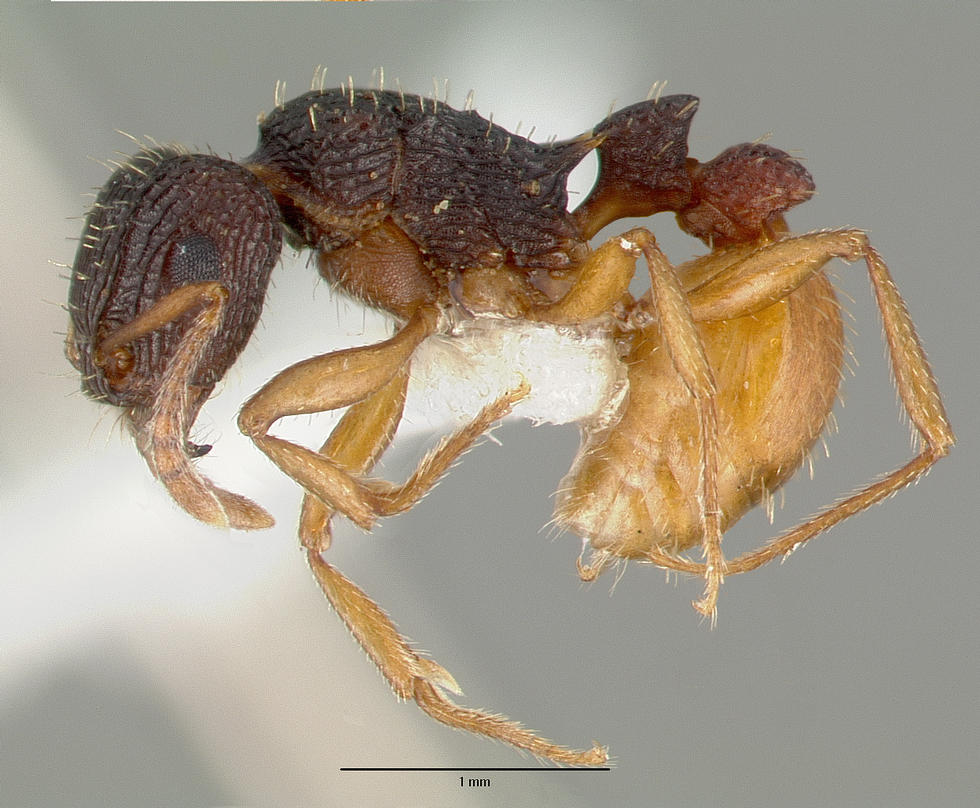
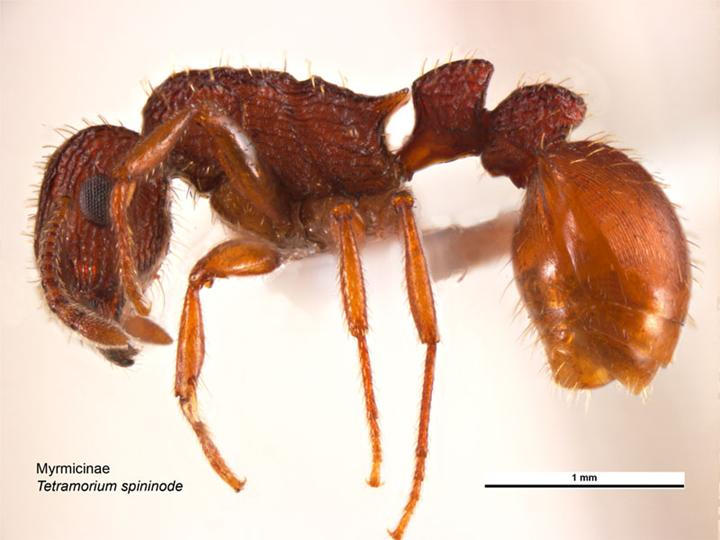